# وزین
وزین (به فرانسوی: Vésines) یک کمون در فرانسه است که در canton of Bâgé-le-Châtel واقع شده‌است. وزین ۳٫۹ کیلومتر مربع مساحت و ۹۰ نفر جمعیت دارد و ۱۷۲ متر بالاتر از سطح دریا واقع شده‌است.